# Isabela, Basilan
Thành phố Isabela (tiếng Anh: "City of Isabela"; tiếng Zamboangueño Chavacano: Ciudad de Isabela; Tagalog: Lungsod ng Isabela) là một thành phố hạng 5 của Philipines và là tỉnh lị của tỉnh Basilan. Thành phố nằm ở bè phía bắc của tỉnh đảo Basilan. Qua eo biển Basilan về phía bắc là thành phố Zamboanga. Thành phố Zamboanga có thể tiếp cận dễ dàng bằng một giờ đi tàu hoặc 30 phút đi tàu cao tốc.
Về mặt hành chính, tỉnh đảo Basilan là một phần của Vùng tự trị Hồi giáo Mindanao (ARMM), song bản thân thành phố Isabela không thuộc vùng này mà được đặt trong vùng Bán đảo Zamboanga do đa số dân cư thành phố không theo Hồi giáo. Do tình hình xung đột tôn giáo và nạn khủng bố, thành phố Isbela có số vụ bạo lực thuộc hàng cao nhất tại Philippines.